# William Gull

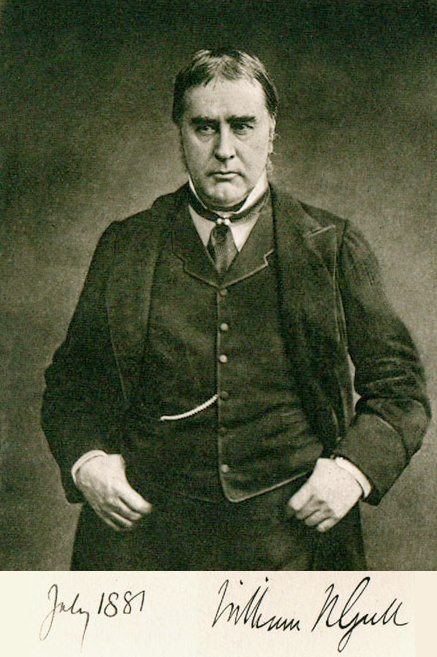
William Withey Gull, 1881

Sir William Withey Gull, 1. Baronet, FRS (* 31. Dezember 1816 in Colchester, Essex; † 29. Januar 1890 in London) war ein britischer Arzt. Gemeinsam mit William Jenner behandelte er 1871 erfolgreich die Typhus-Erkrankung des Prince of Wales, der später als König Eduard VII. den britischen Thron bestieg. Seine Arbeiten zu Anorexia nervosa, die er als Erster so bezeichnete, dem Myxödem und der Querschnittlähmung trieben die Forschung im Bereich der Neurologie des 19. Jahrhunderts voran.

## Kindheit und Jugend
Gull war der Jüngste unter acht Geschwistern. Zwei seiner Geschwister starben bereits im Kindesalter, unter den verbleibenden waren drei Schwestern und zwei Brüder. Sein Vater war Binnenschiffer auf dem River Lea. Als Gull ungefähr vier Jahre alt war, zog die Familie nach Thorpe le Soken, wo Gull seine Kindheit verbrachte. Sein Vater starb einige Jahre später an Cholera und ließ die Familie nahezu mittellos zurück. Trotzdem setzte sich die Mutter intensiv für die Ausbildung ihrer Kinder ein. Gull ging zunächst mit seinen Schwestern zur Schule und wechselte später an ein Internat, das von einem Priester geleitet wurde. Dort begann er Latein zu lernen. Mit siebzehn entschied er, nicht weiter zur Schule zu gehen, da er meinte, vom Schulleiter nichts mehr lernen zu können. Er ging als Lehrer an eine Schule in Lewes und lebte dort in der Familie des Schulleiters, die seine weitere Ausbildung unterstützte. Sie brachte ihn auch in Kontakt mit dem Architekten und Amateurbotaniker Joseph Woods, der ihn für die Flora und Fauna von Sussex begeistern konnte. Nach zwei Jahren verließ er Lewes und kehrte zu seiner Mutter und seinen Geschwistern zurück.
Die Familie war zwischenzeitlich, fünf Jahre nach dem Tod des Vaters, nach Beaumont gezogen, wo Gull in dem Neffen des Verwalters von Guy’s Hospital einen Förderer fand. Benjamin Harrison, der dem Krankenhaus seit 1797 vorstand, bestärkte ihn, dort 1837 eine Ausbildung zu beginnen und unterstützte ihn während dieser Zeit auch finanziell.

## Medizinisches Wirken

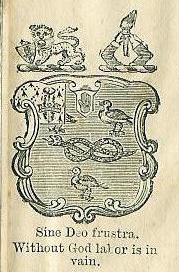
Wappen der Baronetcy of Brook Street

Im Jahr 1841 schloss Gull sein Medizinstudium als Bachelor of Medicine mit Auszeichnungen in Medizin, Chirurgie, Physiologie und vergleichende Anatomie ab. Bereits kurz danach übernahm er erste Lehrtätigkeiten am Guy’s Hospital. Die Doktorwürde wurde ihm 1846 verliehen. Zwischen 1846 und 1856 unterrichtete er Naturphilosophie, Physiologie und vergleichende Anatomie am Guy’s Hospital und wurde 1847 Fullerian Professor of Physiology an der Royal Institution of Great Britain. In dieser Zeit entwickelte sich eine enge Freundschaft zu Michael Faraday, einem der bedeutendsten Experimentalphysiker seiner Zeit. Während seiner gesamten Laufbahn erhielt Gull eine Vielzahl von akademischen Auszeichnungen und Preisen; unter anderem wurde er Fellow of the Royal College of Physicians und Fellow of the Royal Society.
Gull war neben seiner Lehrtätigkeit allerdings in erster Linie ein erfolgreicher, praktizierender Arzt. Besondere Bekanntheit erlangte er, nachdem er gemeinsam mit William Jenner 1871 den britischen Thronfolger während einer lebensbedrohlichen Typhus-Erkrankung betreut und behandelt hatte. Nach der Genesung des Prince of Wales verlieh man ihm zum Dank für seine Dienste am 8. Februar 1872 den erblichen Adelstitel Baronet, of Brook Street, in the Parish of Saint George, Hanover Square, in the County of Middlesex, und ernannte ihn zum Leibarzt des Königshauses.
Beiträge zur medizinischen Forschung:
Zwischen 1845 und 1888 veröffentlichte William W. Gull 92 wissenschaftliche Publikationen in Fachzeitschriften.
Gull wirkte am Guy’s Hospital. Er untersuchte mit Henry Sutton (1836/1837–1891) die Nierenschrumpfung. Sie stellten 1872 fest, dass die in Verbindung mit einer Arterienerkrankung gebrachte Schrumpfung und Atrophie der Nieren auf eine allgemeine Erkrankung der Gefäße zurückzuführen ist, die sie als Arterio-Capillary-Fibrosis bezeichneten und die später Arteriolosklerose genannt wurde.
1873 erschien eine Veröffentlichung, in der Gull an drei Fallbeispielen die seelisch bedingte Essstörung Anorexia nervosa beschrieb und als Erster benannte.
Auch sein letzter Beitrag wenige Jahre vor seinem Tod beschäftigte sich mit diesem Thema.

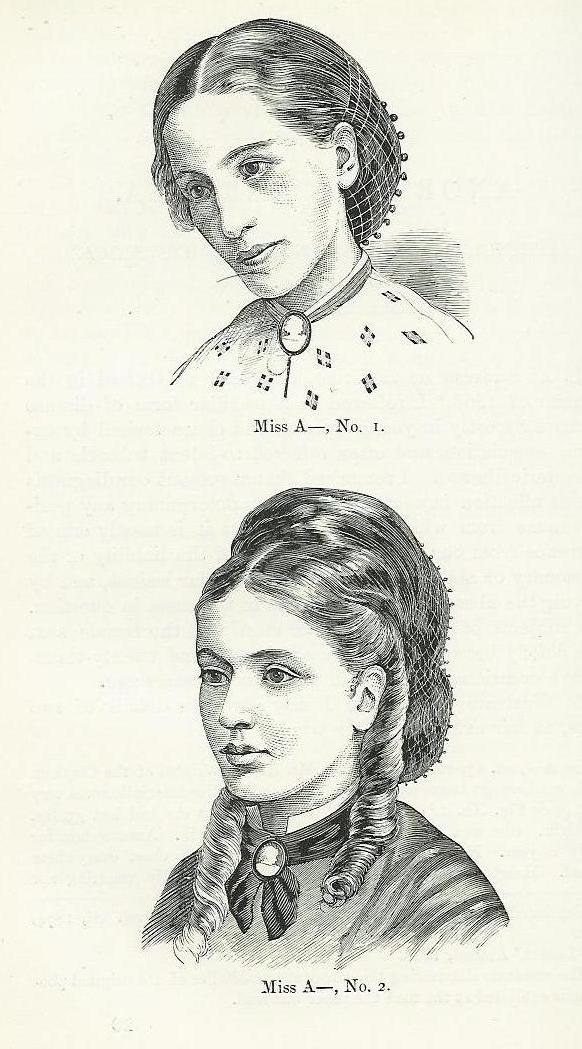
Darstellung von Miss A vor (oben) und nach der Behandlung (unten)
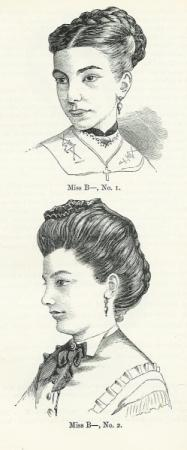
Darstellung von Miss B vor (oben) und nach der Behandlung (unten)

Während seine Arbeiten zu Anorexia nervosa in der wissenschaftlichen Welt eher unbeachtet blieben, stieß seine Veröffentlichung zum Myxödem aus dem Jahr 1873 auf breites Interesse. Das Krankheitsbild war zwar bereits bekannt, aber Gull erkannte, dass es durch eine Atrophie der Schilddrüse verursacht wird und charakterisierte es als „kretinoider Zustand des Erwachsenen“. William Miller Ord benannte die Krankheit vier Jahre später.
Auch zur Neurochirurgie und zum Verständnis der Ursachen von Querschnittlähmung leistete Gull wertvolle Beiträge.

## Privatleben
Gull war verheiratet. Nur zwei seiner Kinder erreichten das Erwachsenenalter. Die Tochter Caroline heiratete den bekannten Londoner Arzt und Chirurgen Theodore Dyke Acland; der Sohn William Cameron Gull wurde Barrister und war auch politisch tätig.
Im Oktober 1887 erlitt Gull während eines Urlaubs in Schottland einen ersten Schlaganfall, auf den bis zu seinem Tod im Januar 1890 noch weitere folgten.
Als Gull starb, hinterließ er mehr als 344.000 Pfund, was zu dieser Zeit ein sehr großes Vermögen war. Seinen Adelstitel erbte sein Sohn William Cameron Gull als 2. Baronet.

## Trivia
Im Jahre 1976 veröffentlichte Stephen Knight ein Buch, in dem er die These aufstellte, dass William Gull die Morde von Jack the Ripper im Herbst des Jahres 1888 begangen haben könnte. In dem 1988 erschienenen Film Jack the Ripper – Das Ungeheuer von London, im Comic From Hell, sowie in dessen filmischer Adaption wurde diese Theorie ebenfalls aufgegriffen.
Wegen des schlechten Gesundheitszustands Gulls und seines fortgeschrittenen Alters erscheint dies allerdings unwahrscheinlich.
Sir William Gull wird auch in einem Werk der Weltliteratur erwähnt, dem „Gespenst von Canterville“ von Oskar Wilde, weil er dort den fiktiven Pfarrer nach einer Begegnung mit dem Gespenst wegen Nervenstörungen behandelt.

## Filmische Darstellung
William Gull wurde in Filmen und Fernsehserien unter anderem von den folgenden Schauspielern verkörpert.
- 1988: Jack the Ripper – Das Ungeheuer von London, zwei-teiliger Fernsehfilm, Großbritannien/USA, dargestellt von Ray McAnally
- 2001: From Hell, USA, dargestellt von Ian Holm.